# Ronde van de Toekomst 1985
De Ronde van de Toekomst 1985 (Frans: Tour de l'Avenir 1985) werd gehouden van 3 tot en met 16 september in Frankrijk. De ronde bestond uit een proloog en dertien etappes waaronder een ploegentijdrit en een individuele tijdrit. Er was een rustdag op 12 september.

## Etappe-overzicht
| etappe  | datum        | start                    | finish                   | afstand    | winnaar                            | klassementsleider |
| ------- | ------------ | ------------------------ | ------------------------ | ---------- | ---------------------------------- | ----------------- |
| proloog | 3 september  | Castelsarrasin           | Castelsarrasin           | 4,7 km     | Thierry Marie                      | Thierry Marie     |
| 1e      | 4 september  | Castelsarrasin           | Valence d'Agen           | 138,5 km   | Edgar Corredor                     | Thierry Marie     |
| 2e      | 5 september  | Valence d'‘Agen          | Cahors                   | 185,5 km   | Alexander Zinovjev                 | Thierry Marie     |
| 3e      | 6 september  | Cahors                   | Villefranche-de-Rouergue | 172 km     | Stéphane Guay                      | Dominique Gaigne  |
| 4e (pt) | 7 september  | Villefranche-de-Rouergue | Villefranche-de-Rouergue | 49,5 km    | La Vie Claire dir. sp. Paul Köchli | Benno Wiss        |
| 5e      | 8 september  | Cransac-les-Thermes      | Albi                     | 196 km     | Jean-Paul van Poppel               | Benno Wiss        |
| 6e      | 9 september  | Albi                     | Revel                    | 91 km      | Miguel Indurain                    | Benno Wiss        |
| 7e      | 9 september  | Revel                    | Foix                     | 98 km      | Djamolidin Abdoezjaparov           | Benno Wiss        |
| 8e      | 10 september | Foix                     | Guzet-Neige              | 143,5 km   | Antonio Agudelo                    | Éric Salomon      |
| 9e      | 11 september | Saint Girons             | Superbagnères            | 130 km     | Martin Ramírez                     | Martin Ramírez    |
| 10e     | 13 september | Luchon                   | Lourdes                  | 121 km     | Charly Mottet                      | Martin Ramírez    |
| 11e     | 14 september | Lourdes                  | Tarbes                   | 30 km (it) | Miguel Indurain                    | Martin Ramírez    |
| 12e     | 15 september | Tarbes                   | Mauvezin                 | 168 km     | Charly Mottet                      | Martin Ramírez    |
| 13e     | 16 september | Mauvezin                 | Plaisance-du-Touch       | 85 km      | Benno Wiss                         | Martin Ramírez    |

## Eindklassementen

### Algemeen klassement
| rang | renner                | land      | tijd        |
| ---- | --------------------- | --------- | ----------- |
| 1    | Martin Ramírez        | Colombia  | 43u 47' 03" |
| 2    | Éric Salomon          | Frankrijk | op 1' 09"   |
| 3    | Samuel Cabrera        | Colombia  | op 1' 32"   |
| 4    | Pedro Muñoz           | Spanje    | op 2' 34"   |
| 5    | Antonio Agudelo       | Colombia  | op 4' 02"   |
| 6    | Bernard Richard       | Frankrijk | op 6' 29"   |
| 7    | Bruno Cornillet       | Frankrijk | op 10' 21"  |
| 8    | Daniel Amardeilh      | Frankrijk | op 12' 46"  |
| 9    | William Palacio       | Colombia  | op 14' 28"  |
| 10   | Jean-François Bernard | Frankrijk | op 14' 28"  |
| 11   | Luc Roosen            | België    | op 14' 35"  |

### Puntenklassement
| rang | renner                   | land        | tijd  |
| ---- | ------------------------ | ----------- | ----- |
| 1    | Alexander Zinovjev       | Sovjet-Unie | 172 p |
| 2    | Stéphane Guay            | Sovjet-Unie | 151 p |
| 3    | Djamolidin Abdoezjaparov | Sovjet-Unie | 147 p |
| 4    | Frank Van De Vijver      | België      | 134 p |
| 5    | Daniel Amardeilh         | Frankrijk   | 133 p |

### Bergklassement
| rang | renner          | land      | tijd  |
| ---- | --------------- | --------- | ----- |
| 1    | Samuel Cabrera  | Colombia  | 258 p |
| 2    | Antonio Agudelo | Colombia  | 138 p |
| 3    | Martin Ramírez  | Colombia  | 121 p |
| 4    | Éric Salomon    | Frankrijk | 120 p |
| 5    | Pedro Muñoz     | Spanje    | 113 p |

### Ploegenklassement
| rang | land                                | tijd         |
| ---- | ----------------------------------- | ------------ |
| 1    | Café de Colombia Colombia           | 131u 32' 18" |
| 2    | La Vie Claire Frankrijk             | op 13' 22"   |
| 3    | Franse Nationale amateurs Frankrijk | op 22' 53"   |